# Rue des Cheminées
Ne doit pas être confondu avec Rue des Cheminets.
La rue des Cheminées (en occitan : carrièra de las Tres Chemenèias) est une voie de Toulouse, chef-lieu de la région Occitanie, dans le Midi de la France.

## Situation et accès

### Description
La rue des Cheminées est une voie publique. Elle se situe dans le quartier Saint-Georges, dans le secteur 1 - Centre. Elle naît perpendiculairement à la rue Joseph-de-Malaret. D'orientation est-nord-est, son tracé est légèrement oblique. Comme elle ne fut longtemps qu'une ruelle de service, sa largeur n'excède pas 5 mètres. Elle n'est longue que de 54 mètres et se termine en rencontrant la rue du Rempart-Saint-Étienne.
La chaussée compte une seule voie de circulation automobile en sens unique, de la rue du Rempart-Saint-Étienne vers la rue Joseph-de-Malaret. Elle est définie sur toute sa longueur comme une zone de rencontre et la vitesse y est limitée à 20 km/h. Il n'existe ni bande, ni piste cyclable, quoiqu'elle soit à double-sens cyclable.

### Voies rencontrées
La rue des Cheminées rencontre les voies suivantes, dans l'ordre des numéros croissants :
1. Rue Joseph-de-Malaret
2. Rue du Rempart-Saint-Étienne

## Odonymie
La rue apparaît, dans les textes les plus anciens au XVe siècle, sous le nom de rue du Four, en raison d'un four public, dit du Cheval Blanc, qui occupait une maison à l'angle de la rue du Cheval-Blanc (actuelle rue Joseph-de-Malaret). Au siècle suivant, elle prend le nom de canton ou rue de Mons (carraria de Montibus en latin médiéval), probablement pour Arnaud de Mons, qui y possède un immeuble au milieu du siècle. C'est à partir du milieu du XVIIIe siècle qu'elle est désignée comme la rue des Trois-Cheminées, qu'elle a conservé, à partir de 1806, sous sa forme actuelle, sauf en 1794, pendant la Révolution française, où on lui attribua le nom de rue Bénévole.

## Patrimoine et lieux d'intérêt
- no  1 : immeuble. 
L'immeuble est l'un des premiers à avoir été construits lors de l'aménagement du quartier Saint-Georges. Il est élevé en 1964 pour l'Office public d'habitation à loyer modéré de Toulouse, sur les plans de l'Atelier des Architectes Associés (3A) composé de Fabien Castaing, Pierre Viatgé, Pierre Debeaux, Michel Bescos et Alexandre Labat. L'ossature du bâtiment est en béton armé rempli de brique creuse[6].